# Lotería (juego)

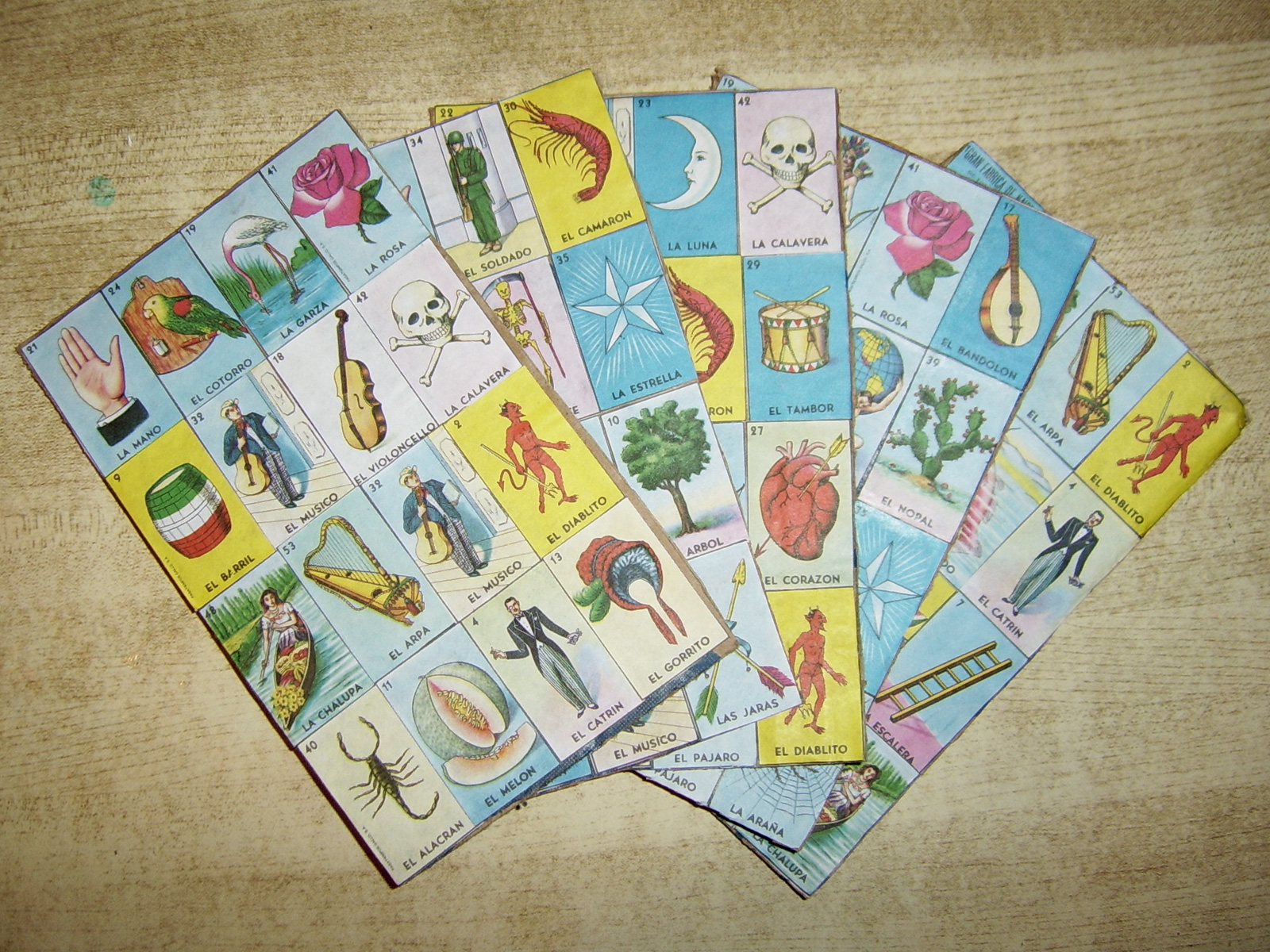
La lotería (juego).

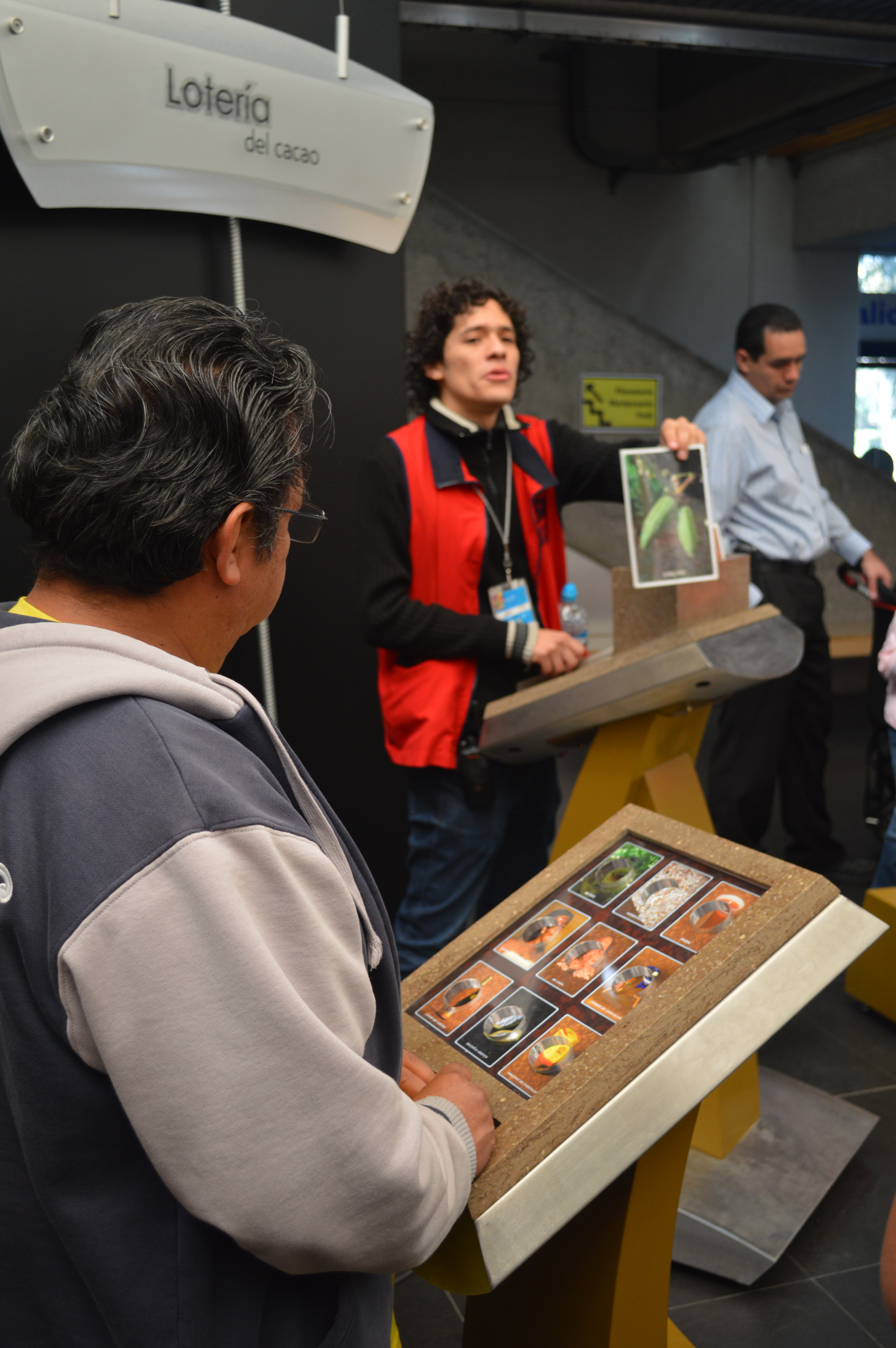
Lotería con tema de cacao en el museo Universum en la Ciudad de México.

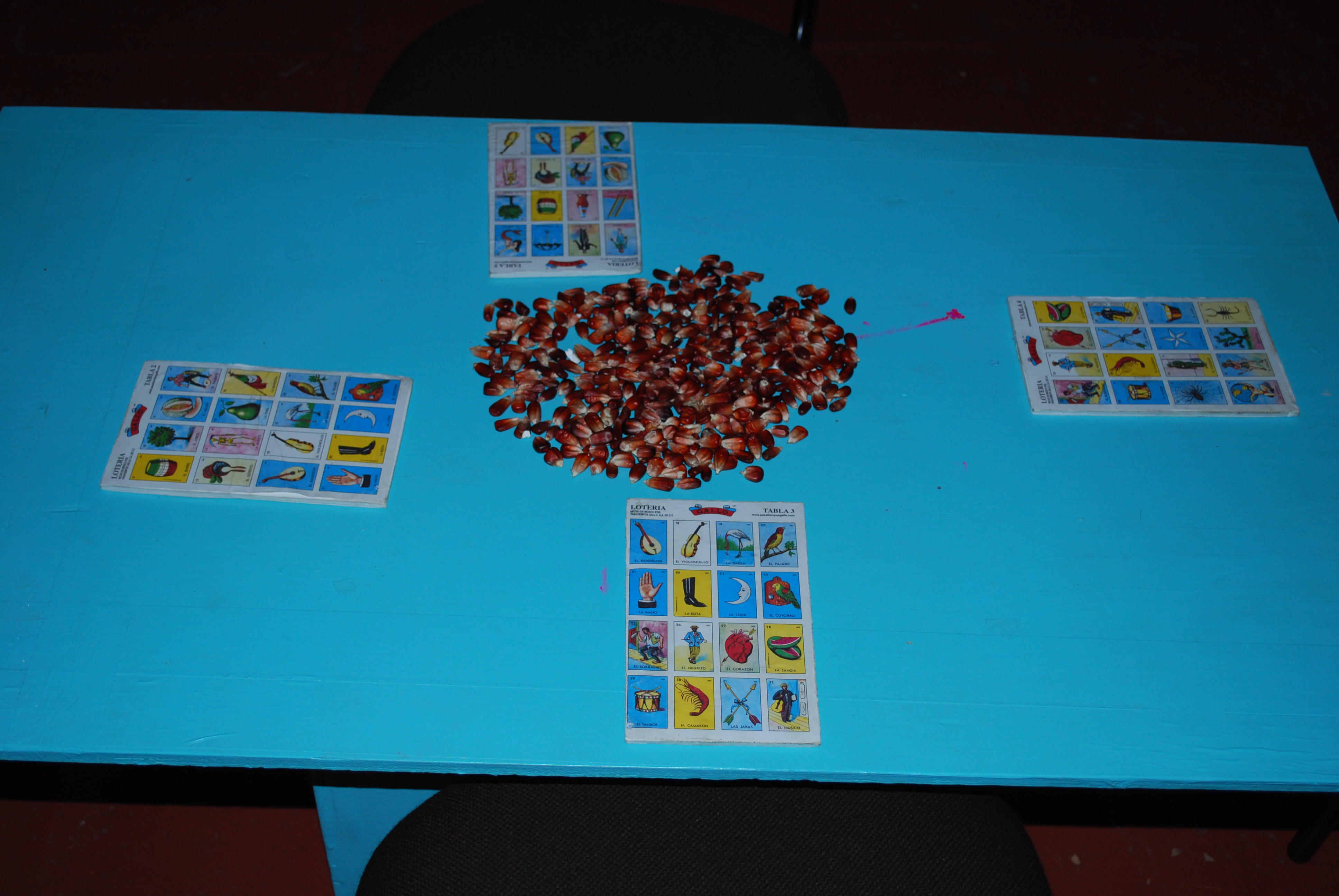
Tablas y maíz seco en el Museo de Culturas Populares de Toluca, Estado de México.

El juego de lotería es un juego de azar,de origen mexicano que consta de un mazo de 50 cartas y un número indefinido de tarjetas, por lo regular de 2 a 30 o más si participan muchas personas.Cada vez que se extraiga al azar una carta de la baraja, esta se anuncia gritando su nombre por ejemplo: "¡el negrito!" y solo los participantes que la tengan deben marcarla en su tabla. El ganador será el primero que forme en su tabla la alineación que se haya especificado al inicio del juego, por lo general la tabla completa, con las cartas marcadas y grite «¡Lotería!» en señal de victoria.  
Y se le entrega un dinero apostado al inicio de la partida. Y después se vuelve a poner otra vez dinero...  

## Instrucciones del juego
El gritón da inicio al juego gritando «Corre», aunque la mayoría compone una frase como: «¡Se va y se corre con la vieja del pozole!» o «¡Corre y se va corriendo con...!».
Para marcar las cartas de la tabla, se puede poner cualquier objeto pequeño sobre ellas: monedas, frijoles, fichas, corchos, piedrecillas, bolas de papel, etc. Gana quien logre marcar en su tabla las cartas que hagan la alineación que se estableció al inicio de la partida y grite «¡Lotería!» o «¡Buenas!», tras lo cual recibe un premio que puede ser dinero por el cual apostaron todos los integrantes por carta. Esto puede dar por terminada la partida, pero si el gritón dice «¡No las quiten!» o «¡Sigue!», el juego puede continuar hasta que gane alguien más, cuantas veces decida el gritón; en estos casos, las personas que ya han ganado no pueden seguir participando al menos hasta que se dé por terminada la partida. Los participantes, incluyendo el gritón, deben marcar los números con monedas, frijoles, corchos, piedrecillas, etc.
En muchas ferias populares se acostumbra jugar por dinero o compitiendo por un premio. Para participar, hay que dar una cuota que es recogida por el gritón o un asistente y se le llama «la vaquita», en referencia a la costumbre de algunas comunidades rurales mexicanas que en los días de fiesta hacen una cooperación económica para poder comprar una res para una comida colectiva. Cuando los jugadores no compiten por una apuesta económica o por un premio, se dice que juegan «de a frijolito» o «de a cinco», porque los frijoles o las monedas con los que se van marcando las tarjetas es lo único que está en juego.
Aunque la lotería se acostumbra a jugar en lugares públicos (ferias, kermeses, festivales escolares, etc.), también es un popular pasatiempo casero como afuera de casa o en el interior de la misma, por lo que resulta muy sencillo encontrar a la venta este juego en mercados públicos, papelerías o tiendas de autoservicio. Incluso existen variantes en que las imágenes son adaptadas en referencia a alguna ocasión especial, principalmente despedidas de soltera y fiestas de nacimiento. Incluso hay aplicaciones móviles disponibles para jugar lotería, como Lotería Mexicana Multijugador.

## Las cartas
Las cartas de la lotería con sus personajes. Esta selección varía según el editor. En los años 1960, Clemente Jacques y Cía imprimió una segunda serie de lotería con personajes como Los futbolistas, El payaso o La bruja. Sin embargo, esta serie nunca tuvo éxito.
| 1. El gallo El que la cantó a San Pedro. 2. El diablo Pórtate bien, cuatito. Si no, te lleva el coloradito. 3. La dama Puliendo el paso por toda la calle real. 4 El catrín Don Ferruco en la alameda, su bastón quería tirar. Inspirado en la personalidad de Don Memo (ampliamente conocido por su elegancia y caballerosidad). 5 El paraguas Para el sol y para el agua. 6 La sirena Medio cuerpo de señora se divisa en altamar. 7 La escalera Súbeme paso a pasito. No quieras pegar brinquitos. 8 La botella La herramienta del borracho. 9 El barril Tanto bebió el albañil que quedó como barril. 10 El árbol El que a buen árbol se arrima, buena sombra le cobija. 1. El árbol grueso de El Tule. 11 El melón Me lo das o me lo quitas. 1. El melón de tierra fría. 12 El valiente A esta carta se le quería cambiar el nombre por El Piero, pero se le dejó este nombre debido a que el otro nombre era francés y el juego mexicano se negó en aceptar la petición. 1. ¿Por qué le corres, cobarde, trayendo tan buen puñal? 2. El valiente y su tranchete. 13 El gorrito El gorrito que me ponen. Ponle su gorrito al nene. No se nos vaya a resfriar. 14 La muerte La muerte siriqui siaca. 1. La muerte tilica y flaca. 15 La pera El que espera, desespera. 16 La bandera Verde, blanco y colorado. La bandera del soldado. 17 El bandolón Tocando su bandolón, está el mariachi Simón. 18 El violonchelo Creciendo se fue hasta el cielo, y como no fue violín, tuvo que ser violonchelo. 19 La garza Al otro lado del río tengo mi banco de arena, donde se sienta mi chata pico de garza morena. 20 El pájaro Tú me traes a puros brincos, como pájaro en la rama. 1. El pájaro chirlo mirlo. 21 La mano La mano de un criminal. 1. La mano de un escribano. 22 La bota Una bota igual que l'otra. 1. Bótala si no te sirve. 23 La luna El farol de los enamorados. 1. Ya viene la linda luna rodeada de mil estrellas pa'lumbrar a mi morena cuando salga a su ventana. 24 El cotorro Cotorro, cotorro, saca la pata y empiézame a platicar. 25 El borracho ¡Ah, qué borracho tan necio! Ya no lo puedo aguantar. 26 El negrito El que se comió el azúcar. 27 El corazón No me extrañes, corazón, que regreso en el camión. 1. El corazón de una ingrata. | 28 La sandía La barriga que Juan tenía era empacho de sandía. 1. La sandía y su rebanada. 29 El tambor No te arrugues, cuero viejo, que te quiero pa'tambor. 1. Tambor o caja de guerra. 30 El camarón Camarón que se duerme, se lo lleva la corriente. 31 Las jaras Las jaras del indio Adán, donde pegan, dan. 32 El músico El músico trompa de hule ya no me quiere tocar. 33 La araña Atarántamela a palos. No me la dejes llegar. 34 El soldado Uno, dos y tres. El soldado p'al cuartel. 35 La estrella La guía de los marineros. 1. La estrella polar del norte. 36 El cazo El caso que te hago es poco. 37 El mundo Este mundo es una bola y nosotros un balón. 1. Cristóbal cargando el mundo. 38 El apache ¡Ah, Chihuahua! Cuánto apache con pantalón y huarache. 39 El nopal Al nopal lo van a ver nomás cuando tiene tunas. 40 El alacrán El que con la cola pica, le dan una paliza. 41 La rosa Rosita, Rosaura, ven que te quiero ahora. 1. Rosa, Rosita, Rosaura, tu palabra es más firme que la d'un notario. 42 La calavera Al pasar por el panteón, me encontré un calaverón. 43 La campana Tú con la campana y yo con tu hermana. 1. La campana de Dolores. 44 El cantarito Tanto va el cántaro al agua que se quiebra y te moja las enaguas. 1. El cantarito del pulque no se te vaya a quebrar, pos lo quiere la patrona pa poderme enamorar. 45 El venado Saltando va buscando, pero no ve nada. 1. El que brinca los peñascos. 46 El sol Solo solo te quedaste de cobija de los pobres. 1. La cobija de los pobres. 47 La corona El sombrero de los reyes. 1. La corona del imperio. 48 La chalupa Rema rema va Lupita sentada en su chalupita. 1. La chalupa rema y rema se va para Xochimilco. 49 El pino Fresco y oloroso en todo tiempo hermoso. 1. El pino de la Alameda siempre verde y siempre hermoso. 50 El pescado El que por la boca muere, aunque mudo fuere. 1. El pez por su boca muere. 51 La palma Palmero sube a la palma y bájame un coco real. 1. La palma real de Colima. 52 La maceta El que nace pa'maceta, no sale del corredor. 53 El arpa Arpa vieja de mi suegra, ya no sirves pa'tocar. 54 La rana Al ver a la verde rana, qué brinco pegó tu hermana. 1. La rana, mujer del sapo. |

Además de estas 54 cartas que son las más estándar, algunas otras loterías traen el caballo en vez del venado e incluyen también las de La guitarra y La manzana para un total de 56 cartas.
Existe otra lotería también muy popular llamada La Lotería del Comal. En esta se encuentran cartas como el comal, la olla, los jarritos, el soplador, el sarape, el equipal, el molcajete, el metate, el petate, el chiquihuite y muchas más.

## Homenaje de Google
El 9 de diciembre de 2019, Google celebró la lotería con un Doodle de Google. El juego interactivo tiene las cartas El apache, El borracho, El diablito, El gorrito, La muerte, El negrito, El soldado y El valiente reemplazadas por El ajolote, El buscador, La concha, El elote, El emoji, El gorro, El guacamole, y El xoloitzcuintle.[cita requerida] Ilustraciones para las cartas La sirena y El guacamole no encontradas durante el juego todavía se pueden ver en el fondo de la pantalla.